# Air-India-Express-Flug 812
Air-India-Express-Flug 812 war ein Linienflug der indischen Fluggesellschaft Air India Express vom Dubai International Airport in den Vereinigten Arabischen Emiraten zum Bajpe Airport (IATA-Code: IXE) bei Mangalore in Indien. Am 22. Mai 2010 überschoss eine Boeing 737-800 bei der Landung die Landebahn 24 des Flughafens und zerschellte in einem Wald. Das Flugzeug brach entzwei und brannte aus. Bei dem Flugunfall wurden 158 Personen getötet, 8 Personen überlebten den Unfall.
Es war der erste schwere Flugunfall in Indien seit dem Unfall auf dem Alliance-Air-Flug 7412 in Patna im Juli 2000 und seit der Kollision von Saudi-Arabian-Airlines-Flug 763 und Kazakhstan-Airlines-Flug 1907 über Charkhi Dadri im Jahr 1996 der folgenschwerste Flugunfall in der Luftfahrtgeschichte Indiens. Bis zum Unfall auf dem Lion-Air-Flug 610 handelte es sich um den opferreichsten Zwischenfall einer Boeing 737.

## Flugzeug
Bei dem verunglückten Flugzeug handelt es sich um eine Boeing 737-800 mit der Fertigungsnummer 36333/2481. Der Erstflug der Maschine erfolgte am 20. Dezember 2007. Das Flugzeug mit dem Luftfahrzeugkennzeichen VT-AXV war mit zwei Turbofan-Triebwerken des Typs CFM56-7B27 ausgestattet.

## Besatzung
Der verantwortliche Pilot war der britische Staatsbürger serbischer Herkunft Z. Glusica, Copilot war der Inder S. S. Ahluwalia. Insgesamt bestand die Flugzeugbesatzung aus sechs Personen.

## Hergang
Das Flugzeug verunglückte bei einer versuchten Landung auf der Landebahn 24 des Flughafens in Mangalore. Nach dem Aufsetzen kam das Flugzeug nicht zum Stillstand, durchbrach einen Zaun sowie eine Schutzwand und rutschte einen Abhang hinunter. Dabei drehte es sich und kam in einem Waldgebiet außerhalb des Flughafens zum Liegen, wobei es in zwei Teile zerbrach und Feuer fing.

## Untersuchung
Das Directorate General of Civil Aviation ordnete eine Untersuchung des Flugunfalls an. Nach Angaben der Flugsicherung hatten die Piloten keinen Notfall gemeldet. Drei Tage nach dem Unfall wurde der Flugschreiber geborgen.
Nach einem Bericht von Spiegel Online (der sich im Wesentlichen mit ursprünglichen Vermutungen deckt) hat der Kapitän das Flugzeug zu spät auf der Landebahn aufgesetzt. Die Zeitschrift „Hindustan Times“ schrieb demnach, die Maschine habe auf der knapp 2500 Meter langen Landebahn erst nach rund 1500 Metern aufgesetzt. Der Kapitän habe während mehr als der Hälfte des dreieinhalbstündigen Fluges von Dubai nach Mangalore geschlafen. Er sei zudem „desorientiert“ gewesen, als die Maschine den Landeanflug begann.
Der Flughafen befindet sich in Bajpe, etwa 30 Kilometer entfernt von Mangalore, in einem bergigen Gelände und gilt als ein schwer anzufliegender Flughafen.